# Mühle Ernő
Mühle Ernő (Temesvár, 1902. február 6. – Temesvár, 1975. november 3.) romániai magyar orvos, orvosi szakíró, költő.

## Életútja
A középiskolát szülővárosa Piarista Főgimnáziumában végezte, majd a bécsi egyetemen szerzett orvosi diplomát. Temesváron a Szent Anna Kórház főorvosa, majd üzemi orvos volt a Gyapjúipari Vállalatnál. A második világháború után deportáltként a Szovjetunióban, Zaporozsjében volt lágerorvos. 1948-tól Temesvárt a szülészeten, majd a Közegészségügyi Intézet onkológiai osztályán dolgozott. A nevét viselő, nemzetközileg elismert és alkalmazott, eredeti módszert dolgozott ki a terhesség alatti túlzott hányinger kezelésére.

## Kötetei
- Versek (Temesvár, 1920)
- Gedichte (Lendvai Jenővel közös kötetben, Bécs, 1933)